# Charles de Paule de Barentin
Pour les articles homonymes, voir Barentin (homonymie).
Charles-Louis-François de Paule de Barentin est un magistrat et homme d'État français né à Paris le 1er juillet 1738 et mort à Paris le 30 mai 1819. Il fut garde des Sceaux de la fin du règne de Louis XVI.

## Biographie

### Sous l'Ancien régime
Membre d'une célèbre famille de noblesse de robe, fils de l'intendant Charles Honoré Amable de Barentin (1703-1762) et de Marie Catherine Lefèvre d'Ormesson, Charles de Barentin est conseiller, puis avocat général au Parlement de Paris (1757-1775), puis président de la Cour des Aides (1775-1788). En 1787, Charles Louis François de Paule de Barentin soutient Charles-Alexandre de Calonne dans ses projets concernant la restauration des finances lors de l'Assemblée des notables. Il montre ostensiblement son mécontentement concernant la convocation des états généraux, il opte plutôt pour un accord avec les parlements. Il apprécie très peu Jacques Necker, il s'oppose à ce dernier sur la question du doublement du Tiers état aux États généraux. Cela lui vaut de devenir la cible des partisans du changement politique en France. Trois mois après la première émeute de la Journée des Tuiles, il devient le 14 septembre 1788, garde des Sceaux à la place de Chrétien-François de Lamoignon de Bâville. À la même date, il rétablit les parlements dans leurs anciens pouvoirs, ce qui fit dire à René-Nicolas de Maupeou en parlant de Louis XVI «Il est fini». À ce poste, il fait respecter la liberté du vote et s'oppose au fait que certains hauts personnages soient députés de droit. Prudent et prévoyant, il aurait désiré que la réunion des états généraux ait lieu à Soissons, Louis XVI de France logeant à Compiègne.

### Sous la Révolution
Lors de l'ouverture des états généraux, le 5 mai 1789, après que le roi a fini son discours, Charles Louis François de Paule de Barentin pousse les députés à refuser «les innovations dangereuses>> que les ennemis du bien public voudraient confondre avec les changements heureux nécessaires qui doivent amener la régénération, le premier vœu de Sa Majesté»[réf. nécessaire]. Jugé à tort comme étant le principal responsable du renvoi de Jacques Necker, il est  démissionné par le roi le 15 juillet 1789. Au mois de novembre 1789, il est accusé de crime de lèse-nation, c'est-à-dire d'avoir ourdi un complot contre la capitale, mais le tribunal du Châtelet l'acquitte, ce qui fait dire aux Parisiens que cette juridiction est «la buanderie de la reine».  Il émigre peu après en Italie. Charles Louis François de Paule de Barentin retourne en France et participe à l'épisode de la fuite de Varennes, lors de laquelle il attend Louis XVI à Montmédy. Mais le roi ne dépasse pas Varennes. Il passa ensuite la plus grande partie de son émigration en Angleterre.
Il posséda quelques années le château de Meslay-le-Vidame, ayant épousé en 1763 Anne-Albertine-Antoinette Masson de Meslay (1744-1796), la sœur de son précédent propriétaire Jérôme-Pélagie Masson de Meslay qui décéda sans enfant. Il était également chevalier seigneur de Hardivilliers, Maisoncelle, Thuillier et autres lieux. Sa fille, Marie Charlotte Antoinette épousa en 1782 Charles Henri Dambray.

### Sous la Restauration
Lors du retour de Louis XVIII de France, il suivit le souverain qui le fit chancelier honoraire.
Décédé à Paris le 30 mai 1819, il est enterré au cimetière de Saint-Sulpice à Vaugirard avant d'être transféré lors de sa fermeture au cimetière du Père-Lachaise.